# 甘晓华
甘晓华（1957年—），汉族，中国工程院机械与运载工程学部院士、第十一届全国政协委员。
加入中国共产党，担任空军装备研究院总工程师。2008年，当选第十一届全国政协委员，代表科学技术界，分入第三十组。